# Битва при Мунді
Битва при Мунді (17 березня 45 до н. е.) — остання битва Громадянської війни (49—45 до н. е.) у Стародавньому Римі між оптиматами і прихильниками Гая Юлія Цезаря, яка відбулася в долині Мунда, на сучасному півдні Іспанії. Юлій Цезар за меншої чисельності війська переміг, а командувачі супротивників (Тит Лабієн і Гней Помпей Молодший) загинули.

## Битва
Дві армії зустрілися на рівнинах Мунда на півдні Іспанії. Армія республіканців під керівництвом Помпея зайняла вкрай вигідну позицію на вершинах пагорбів, менш ніж в одній милі (1,6 км) від стін Мунда. Армія Цезаря становила в цілому вісім легіонів (80 когорт), з 8000 вершників, у той час як сили Помпея і Лабієна становили тринадцять легіонів, 6000 легких піхотинців і близько 6000 вершників.
Багато хто з солдатів-республіканців вже здавалися Цезарю в попередні кампанії, проте потім дезертирували з його армії і з'єдналися з силами Помпея: побоюючись, що вони не будуть помилувані вдруге їм не залишалося нічого іншого, окрім як боротися до останнього.
Цезар очікував, що ворог в долині перейде струмок, що протікав між двома позиціями. Проте розрахунки цього разу не виправдалися. У той час як легіони Цезаря наближалися до струмка, помпейці і не думали сходити з своїх висот. Після невдалих хитрощів, метою яких було виманити помпейців в низ пагорба, Цезар наказав почати атаку. Викрикуючи гасло «Венера» (Венера вважалася предком роду Юліїв, до якого належав і Цезар), війська кинулися в бій. Протягом деякого часу бій йшов без явної переваги будь-якої сторони, але в якийсь момент ряди цезаріанців навіть здригнулися. Тоді Цезар, спішившись, схопив щит і кинувся вперед, з криками, що нехай цей день буде для нього останнім, як і весь похід — для самих воїнів. Він підбіг до ворожої лінії, яка зустріла його градом списів, поки не з'явилися на виручку центуріони. Пізніше Цезар казав, що він багато разів боровся за перемогу, але в битві при Мундо йому довелося боротися і за своє життя. Цезар прийняв командування правим флангом, де його улюблений Legio X Gemina вступив у важкий бій. Натхненний Цезарем Десятий легіон посилив натиск і змусив сили Помпея відступити. Усвідомлюючи небезпеку, Гней Помпей зняв один легіон з правого флангу своїх військ, щоб підсилити лівий і уникнути його знищення. Проте як тільки правий фланг Помпея був ослаблений, кавалерія Цезаря почала вирішальну атаку, яка повністю змінила хід бою. Мавретанський цар Богуд, котрий воював у лавах Цезаря, за своєю власною ініціативою зробив глибокий рейд в тил ворога і напав на табір помпейців.
Тит Лабієн, який командував кавалерією помпейців, помітивши цей маневр, відвів свої п'ять когорт, щоб перехопити кавалерію цезарійців, і послабив, таким чином, фронт опору. Легіонери Помпея неправильно зрозуміли ситуацію. Перебуваючи під сильним тиском на лівому (Десятий легіон) і правому флангах (атака кавалерії), вони подумали, що Лабієн відступає. Легіони Помпея, не витримавши натиску, зламали свою лінію і в безладді тікали.
Опір зламався, і битва перейшла в різанину. Хоча деякі легіонери, що відступили, і змогли знайти порятунок в стінах Мунда, багато з них було вбито під час втечі. За підсумками битви було вбито близько 30 000 помпейців, втрати Цезаря були набагато менші, всього близько 1000 убитих. Тит Лабієн і Атій Вар загинули на полі бою. Поранений Гней Помпей був захоплений у полон і страчений; його молодший брат Секст втік і приєднався до залишків помпейського флоту, з якими згодом піратствував кілька років, поки не був у 35 р до н. е. схоплений і за наказом Августа страчений.

## Наслідки
Після перемоги Юлій Цезар вільно повернувся в Рим і був оголошеним довічним диктатором. Через рік оптимати організували змову і вбили його, що призвело до чергової громадянської війни (44—42 до н. е.), занепаду Римської республіки і зародження Імперії, яку очолив усиновлений Цезарем Октавіан Август.